# Вале ди Паола (Козенца)
Вале ди Паола је насеље у Италији у округу Козенца, региону Калабрија.
Према процени из 2011. у насељу је живело 79 становника. Насеље се налази на надморској висини од 133 м.